# Geoffrey Capes
Geoffrey Capes (23. srpna 1949 Holbeach – 23. října 2024) byl britský atlet, dvojnásobný halový mistr Evropy ve vrhu koulí.

## Sportovní kariéra
V první polovině 70. let 20. století se věnoval především atletice, vrhu koulí. V roce 1974 získal bronzovou medaili v této disciplíně na mistrovství Evropy v Římě. Ve stejné sezóně se stal halovým mistrem Evropy v vrhu koulí, titul obhájil o dva roky později. V letech 1975, 1977 a 1979 vybojoval na evropském halovém šampionátu stříbrnou medaili ve vrhu koulí, v roce 1978 pak bronzovou. Třikrát startoval ve vrhu koulí na olympiádě – vždy však bez medailového úspěchu.
Na sklonku 70. let 20. století začal získávat úspěchy jako strongman. V tomto silovém sportu se stal v letech 1980, 1982 a 1984 mistrem Evropy, v letech 1983 a 1985 mistrem světa.